# Hélder Pessoa Câmara
(Dom Hélder Câmara)
Hélder Pessoa Câmara (noto come Dom Hélder; Fortaleza, 7 febbraio 1909 – Recife, 27 agosto 1999) è stato un arcivescovo cattolico brasiliano.

## Biografia
Hélder Câmara è nato in una famiglia di classe media per l'epoca a Fortaleza, Brasile, il 7 febbraio 1909, undicesimo di tredici figli, "... no domingo de Carnaval ..." (nella domenica di Carnevale). Il padre, João Eduardo Torres Câmara Filho, libraio, decise di battezzarlo con questo nome scoprendo che si trattava di un piccolo porto nel Nord dei Paesi Bassi, Den Helder, appunto. La madre, Adelaide Pessoa Câmara, era insegnante di scuola elementare.
Il piccolo Hélder perse cinque fratelli in tenera età a causa di un'epidemia di difterite.
Ordinato sacerdote il 15 agosto 1931 a Rio de Janeiro,nel 1932 aderì all'Azione Integralista Brasiliana, un movimento politico che, nonostante il suo pensiero vicino a quello sociale-cristiano, nelle manifestazioni esterne riprendeva simboli ed emblemi del fascismo italiano. P. Hélder si immerse in questa militanza integralista, che gli sarà più tardi aspramente rimproverata dagli avversari.  Viene nominato vescovo ausiliare il 3 marzo 1952 ricevendo l'ordinazione episcopale il 20 aprile 1952 dal cardinale Jaime de Barros Câmara, coconsacranti l'arcivescovo Rosalvo Costa Rêgo e il vescovo Jorge Marcos de Oliveira. Qui fonda la Banca della Provvidenza di San Sebastiano, che assisteva i poveri e gli emarginati. Sempre a Rio, organizzò il 36º Congresso Eucaristico Internazionale e la Conferenza Nazionale dei Vescovi Brasiliani (CNBB), della quale fu attivissimo segretario. Partecipò al Concilio Vaticano II offrendo notevoli contributi di devozione disinteressata, assieme ad altri vescovi provenienti dai Paesi del Sud del mondo. Fu anche fra i fautori di quella che sarebbe stata chiamata "opzione preferenziale per i poveri", firmando, fra gli altri, il Patto delle catacombe.
Il 12 marzo 1964 viene nominato da Paolo VI arcivescovo di Olinda e Recife.
Spinto dai suoi superiori ha lavorato per risolvere la miseria nelle favelas e per questo fu anche nominato "il vescovo delle favelas". Si è occupato sia dell'incontro delle grandi religioni in pace sia della campagna "Un 2000 senza miseria".
A causa del suo impegno sociale e della denuncia delle torture della polizia, viene minacciato e osteggiato durante la dittatura militare brasiliana. È stato uno dei maggiori precursori della teologia della liberazione latinoamericana e uno degli esponenti che ha maggiormente integrato dimensione politica e dimensione spirituale della fede cristiana.
Ha lasciato la diocesi il 2 aprile 1985, per raggiunti limiti di età (secondo le disposizioni del Diritto canonico), vivendo sempre nell'appartamento popolare in cui si era trasferito all'inizio del suo ministero episcopale, a Recife, fino alla morte, avvenuta il 27 agosto 1999.

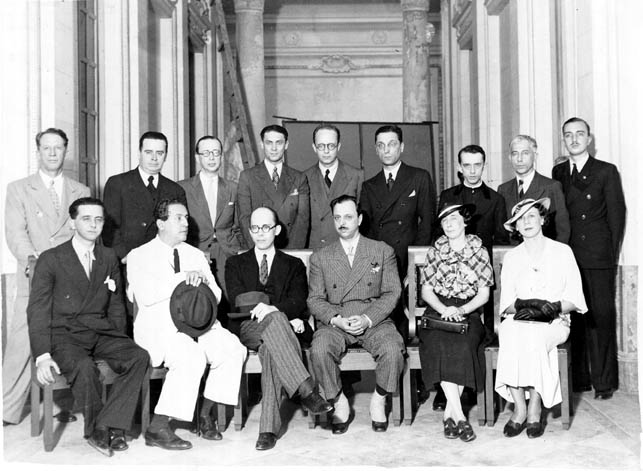
Gruppo di amici, 1936, Rio de Janeiro. Dom Hélder Câmara è il terzo in piedi da destra.

(Dom Hélder Càmara)

### Ordinazioni episcopali
È stato consacrante dei seguenti vescovi:
- Tiago Postma,
- Marcelo Pinto Carvalheria.

È stato co-consacrante dei seguenti vescovi:
- José Vicente Távora,
- Agnelo Rossi,
- Geraldo María de Morais Penido,
- João Batista da Mota e Albuquerque,
- Diego Parodi, M.C.C.I.,
- José Lamartine Soares.

## Genealogia episcopale e successione apostolica
La genealogia episcopale è:
- Cardinale Scipione Rebiba
- Cardinale Giulio Antonio Santori
- Cardinale Girolamo Bernerio, O.P.
- Arcivescovo Galeazzo Sanvitale
- Cardinale Ludovico Ludovisi
- Cardinale Luigi Caetani
- Cardinale Ulderico Carpegna
- Cardinale Paluzzo Paluzzi Altieri degli Albertoni
- Papa Benedetto XIII
- Papa Benedetto XIV
- Cardinale Enrico Enriquez
- Arcivescovo Manuel Quintano Bonifaz
- Cardinale Buenaventura Córdoba Espinosa de la Cerda
- Cardinale Giuseppe Maria Doria Pamphilj
- Papa Pio VIII
- Papa Pio IX
- Cardinale Alessandro Franchi
- Cardinale Giovanni Simeoni
- Cardinale Antonio Agliardi
- Cardinale Basilio Pompilj
- Arcivescovo Joaquim Domingues de Oliveira
- Cardinale Jaime de Barros Câmara
- Arcivescovo Hélder Pessoa Câmara

La successione apostolica è:
- Vescovo Tiago Postma (1974)
- Arcivescovo Marcelo Pinto Carvalheira (1975)